# Поливалов, Андрей Владимирович
Андрей Владимирович Поливалов (родился 9 августа 1986 в Пензе) — российский регбист, нападающий (столб) сборной России.

## Биография

### Клубная карьера
Воспитанник пензенского регби, первый тренер Сергей Александрович Кащеев. Сначала выступал в регби-лиг, а после слияния РК «Пенза» и клуба «Империя» стал выступать в регби-15. Проведя четыре сезона перешел вслед за Сергеем Кащеевым и рядом других пензенских игроков в казанскую «Стрелу-Агро». Сезон 2013 провел в Казани, сыграв в 20 матчах и отметившись двумя попытками. По окончании сезона, в связи с трудной финансовой ситуацией в команде, принял решение сменить команду. Были контакты с ВВА и с «Красным Яром», однако перешел в «Енисей-СТМ». Дебют в майке «сибтяжмашевцев» пришелся на матч Суперкубка-2014 года против «Красного Яра», который они выиграли.
В 2015 году стал автором первой попытки российского клуба в еврокубках. Выйдя на замену во втором тайме матча против «Коннахта» на 71 минуте положил попытку, а на 80 минуте вторую, став таким образом героем матча Европейского кубка вызова.

### Карьера в сборной
В сборной дебютировал в конце 2012 года, еще будучи игроком «Империи». Первую официальную игру провел в феврале 2013 года против грузин.

## Достижения
- Чемпион России: 2014, 2016, 2017, 2018, 2023
- Обладатель Кубка России: 2014, 2016, 2017